# قسم شنبة الريفي (مقاطعة دشتي)
قسم شنبة الريفي (بالفارسية: دهستان شنبه) هي قسم تقع في إيران في Shonbeh and Tasuj District. يقدر عدد سكانها بـ 3,947 نسمة .